# Juncus atratus
Juncus atratus är en tågväxtart som beskrevs av Anton Johann Krocker. Juncus atratus ingår i släktet tåg, och familjen tågväxter. Inga underarter finns listade i Catalogue of Life.